# Krišjāņa Barona iela

La rue Krišjāņa Barona (en letton : Krišjāņa Barona iela) est une rue à Rīga en Lettonie,.

## Présentation
Krišjāņa Barona iela des quartiers Centrs et Grīziņkalns dans le district  central. 
La rue Krišjāņa Barona part du boulevard Aspazijas bulvāris et se termine à l'intersection avec la rue Brīvības iela. 
La rue se compose de deux voies de circulation, avec des voies de tramway au milieu, sauf dans la section allant de Pērnavas iela à Brīvības iela, les voies de tramway sont situées des deux côtés de la rue.
La longueur totale de la rue Krišjāņa Barona est de 3 020 mètres.

## Histoire
La rue Krišjāņa Barona a été construite en 1858 lors de la démolition des fortifications de Riga, reliant la rue Lielo Pirts iela de la banlieue de Vidzeme à travers le pont-canal de la ville jusqu'au vieux Riga, créant ainsi un prolongement de la rue Audēju ielas dans le quartier du boulevard. 
Initialement, le pont et la section de la rue menant à la rue Elizabetes iela s'appelaient boulevard Souvorov (en l'honneur du gouverneur général des États baltes de l'époque, Alexandre Souvorov). En 1874, la circulation omnibus fut ouverte dans cette rue, et depuis 1900, un tramway électrique circule dans cette rue. 
Pendant le gouvernement de Stučka en 1919, la rue s'appelait rue Lasālas, en 1923 elle fut rebaptisée en l'honneur de Krišjānis Barons, qui en 1919-1923 habitait la 3ème maison de cette rue. Après la Seconde Guerre mondiale, un prolongement de la ligne de tramway a été construit de la rue Tallinas iela à la rue Brīvības iela (alors rue Lénine).

## Bâtiments
Les monuments architecturaux importants sont:
- 1 rue Krišjāņa Barona, construit en 1873—1875. selon le projet de l'architecte J.F. Baumans, où se trouve aujourd'hui l'Académie de musique Jāzeps Vītols de Lettonie.
- Krišjāņa Barona iela 3, construit en 1911 selon les plans de l'architecte J. Alkšņas comme bureau de crédit de la Société lettone d'aide aux artisans. Le 17 novembre 1918, la réunion de fondation du Conseil populaire de Lettonie (lv) eut lieu dans ce bâtiment. De 1917 à 1939, le maire de la ville de Riga, plus tard président de la Lettonie, Gustavs Zemgals, y a vécu. En 1985, le musée Krišjānis Barons y a été ouvert.
- Krišjāņa Barona iela 4, construit en 1881 comme immeuble de rapport de la société commerciale "Brāļi Martinsoni" (Gebrüder Martinsohn) selon le projet de l'architecte Jānis F. Baumans. Jusqu'en 1940, il abritait la rédaction de l'agence de presse LETA, aujourd'hui le Musée d'histoire naturel de Lettonie (lv).

- Krišjāņa Barona iela 12, construit comme immeuble d'habitation en 1876 selon les plans des architectes H. Endes et V. Bekmanis, avant 1940 elle était connue sous le nom de "Benjamiņas nams". Pendant la RSS de Lettonie, l'Union des écrivains, compositeurs et artistes se trouvait dans le bâtiment, mais c'est aujourd'hui un hôtel. La décoration intérieure de ces bâtiments appartient aux monuments d'art représentatifs.[3]
- Krišjāņa Barona iela 14, construit en 1910 dans le style néoclassique comme bâtiment de la coopérative de crédit des artisans de Riga selon les plans de l'architecte E. Poles, reconstituant le bâtiment polytechnique de Riga qui s’y trouvait auparavant. Le bâtiment est un exemple du néoclassicisme avec des pilastres et des colonnes de divers ordres disposés de manière pittoresque, des tuiles classiques, des festons et d'autres détails architecturaux et ornementaux. En 2010, le bâtiment abritait la Bibliothèque nationale de Lettonie[4]
- Krišjāņa Barona iela 71, 2e école primaire municipale de Riga.

## Galerie

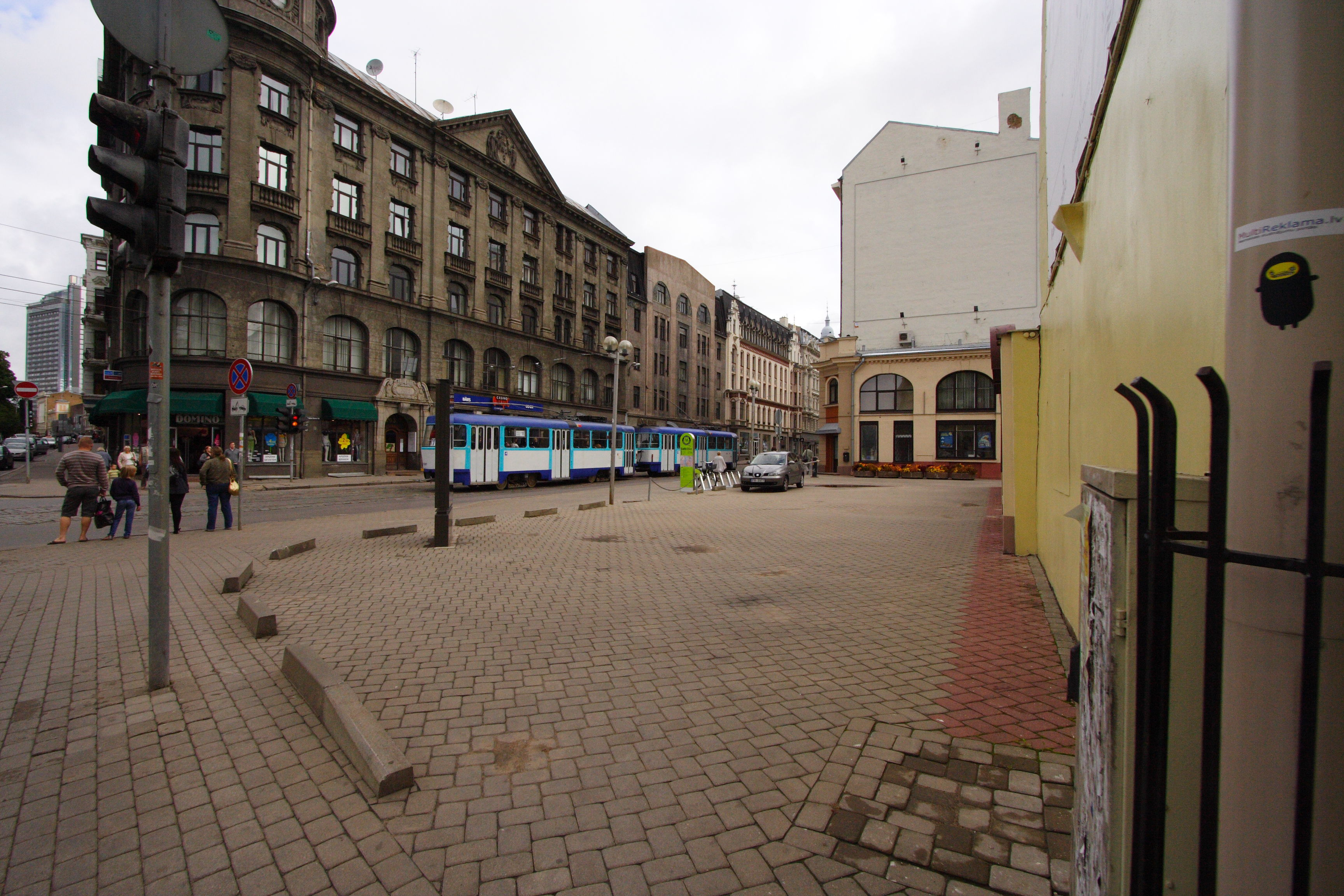
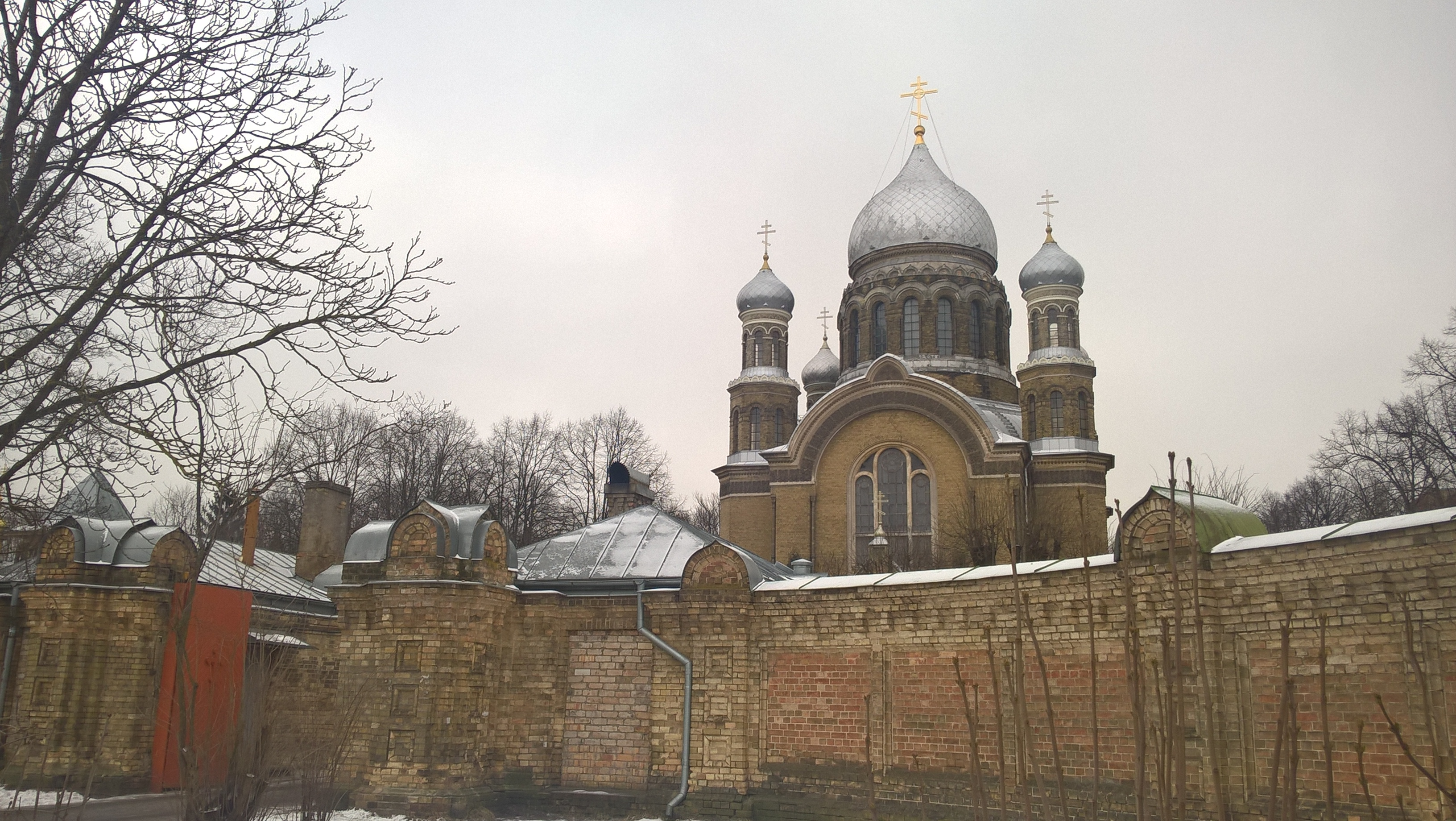
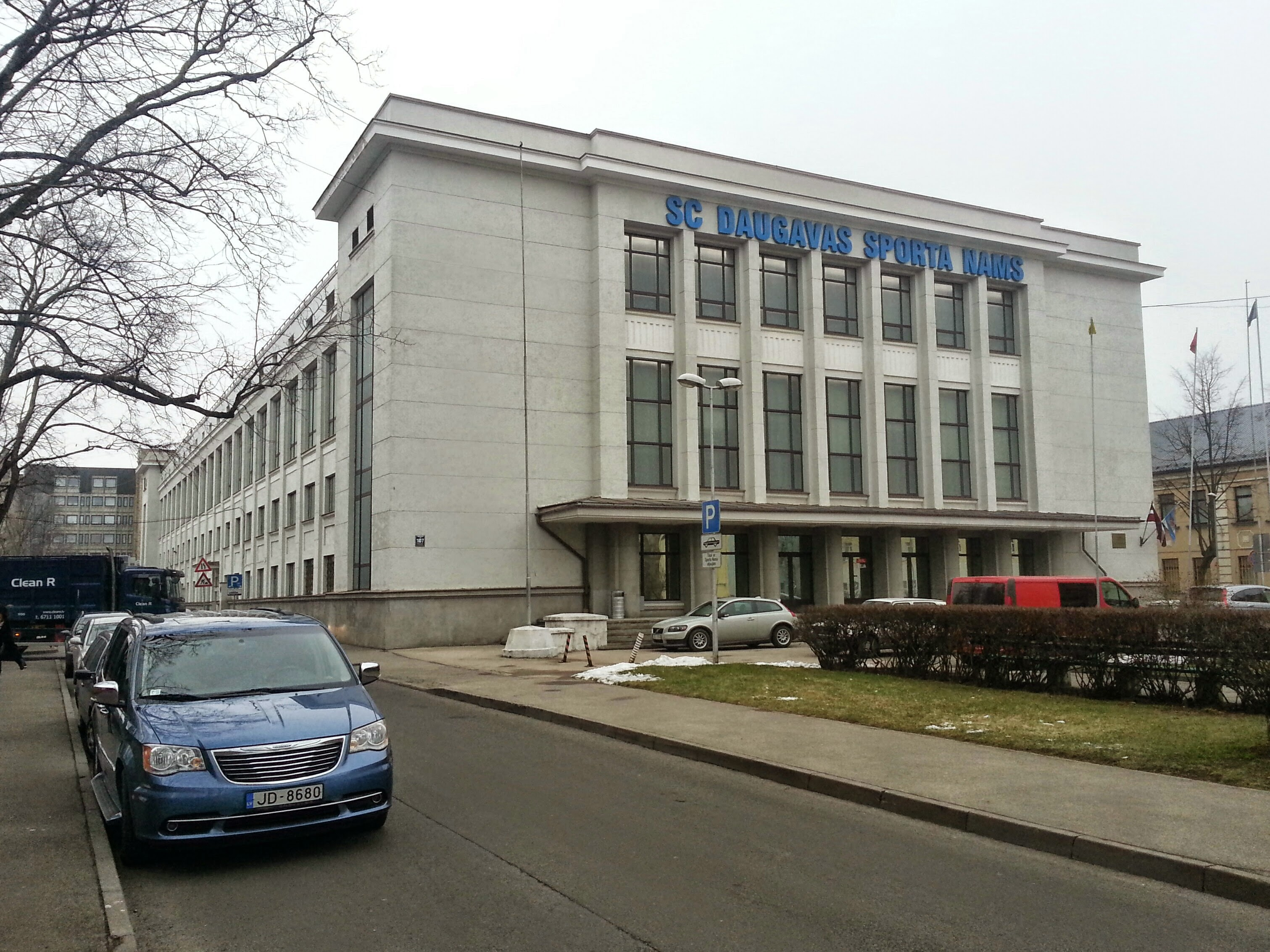
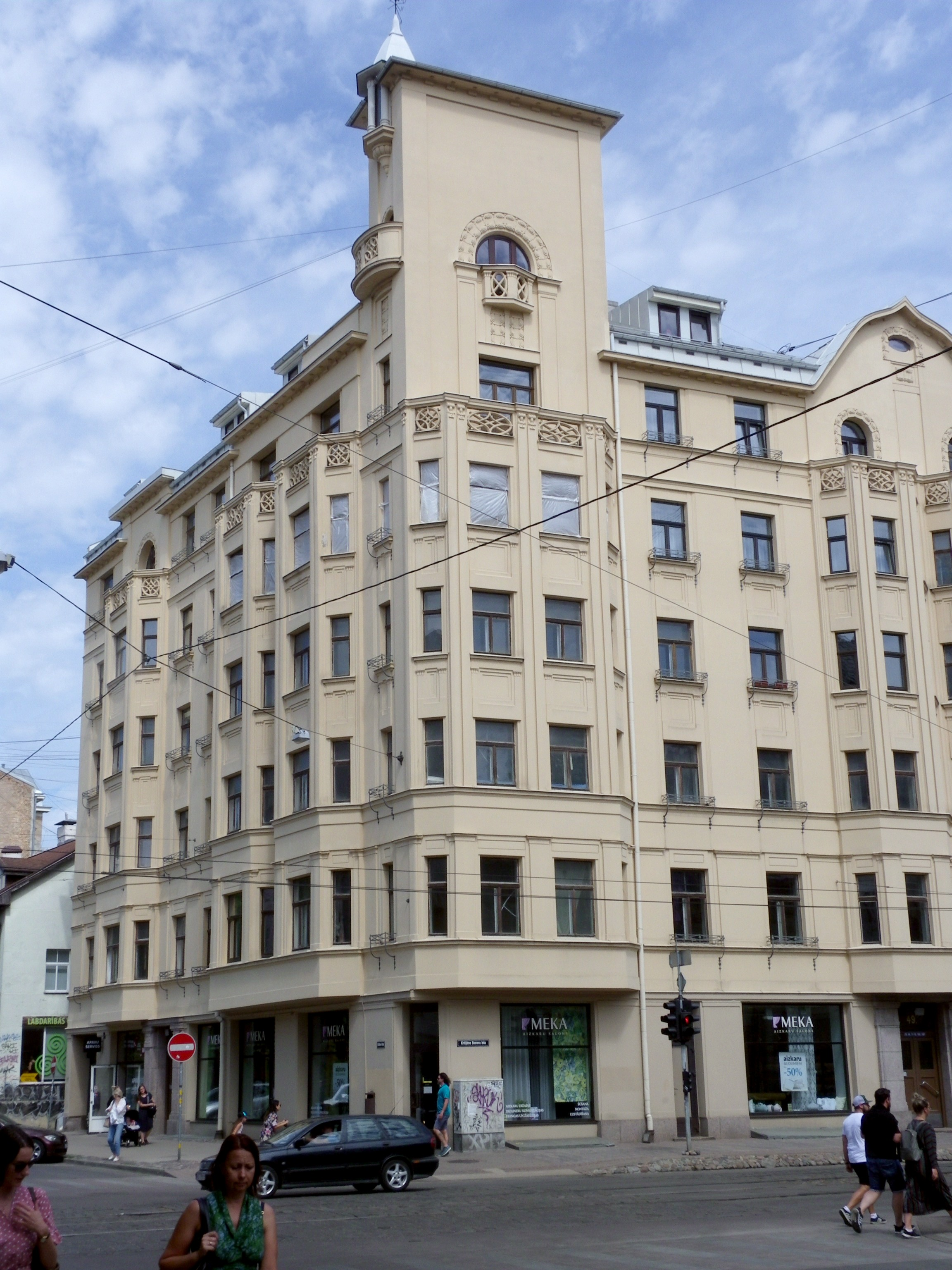

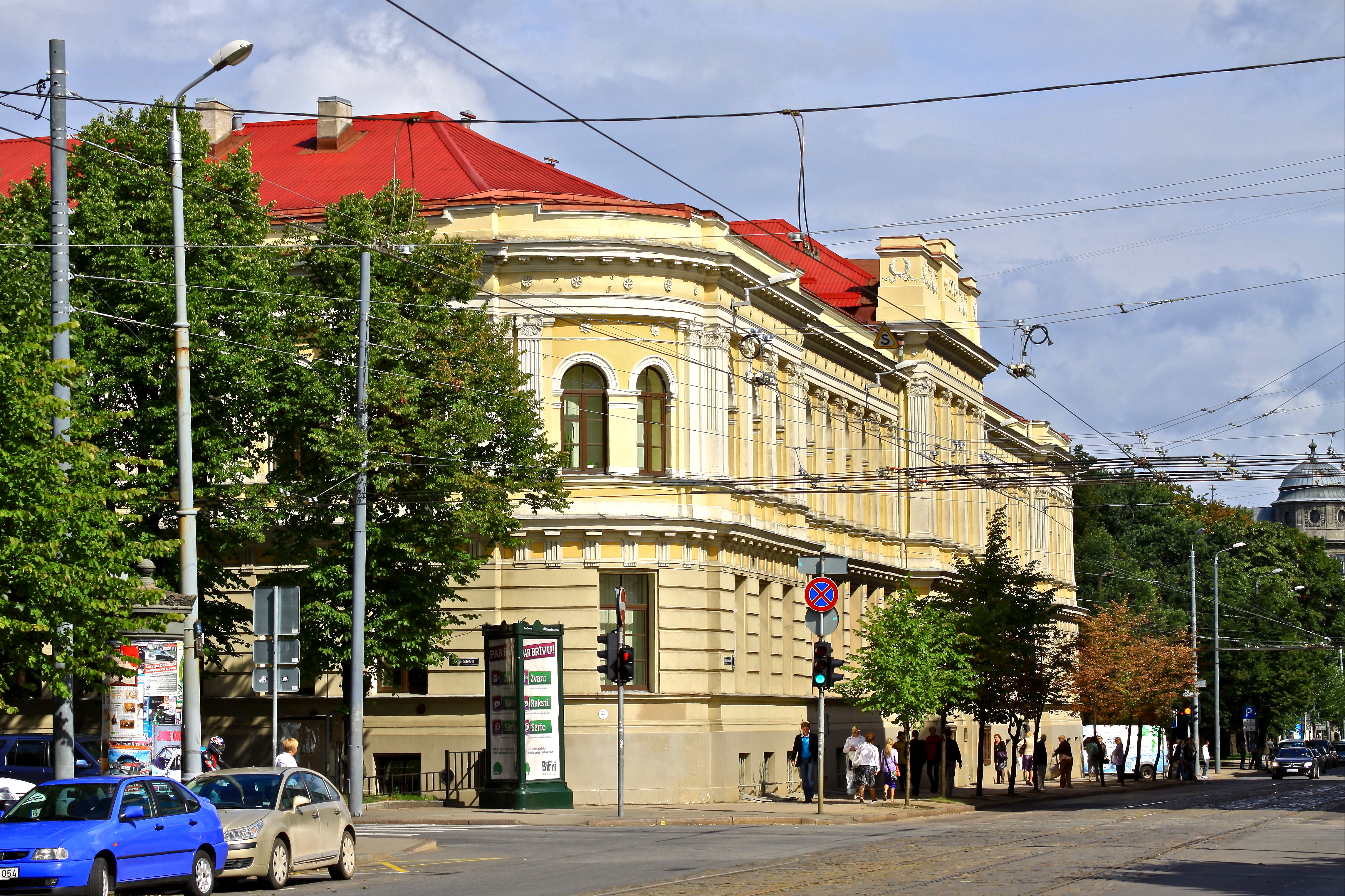
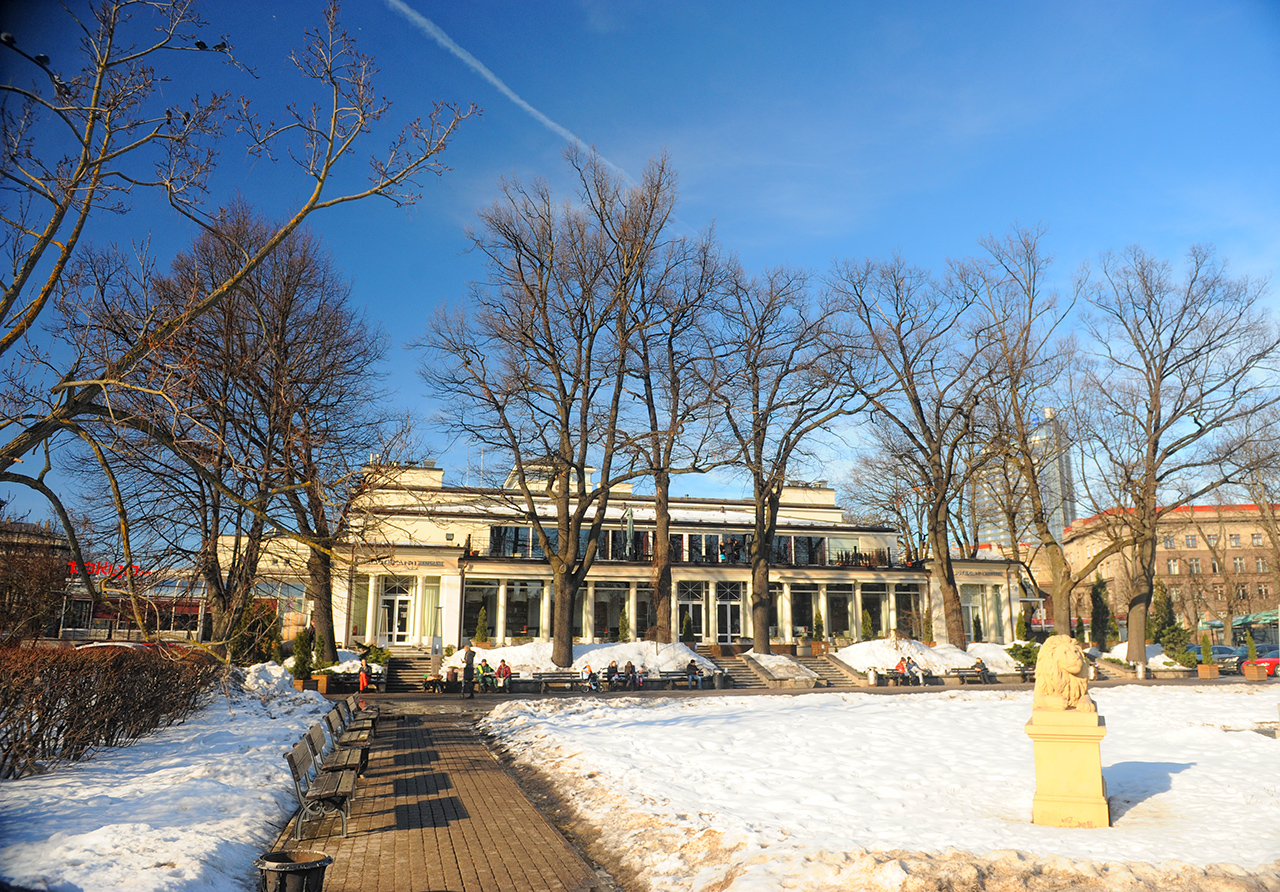
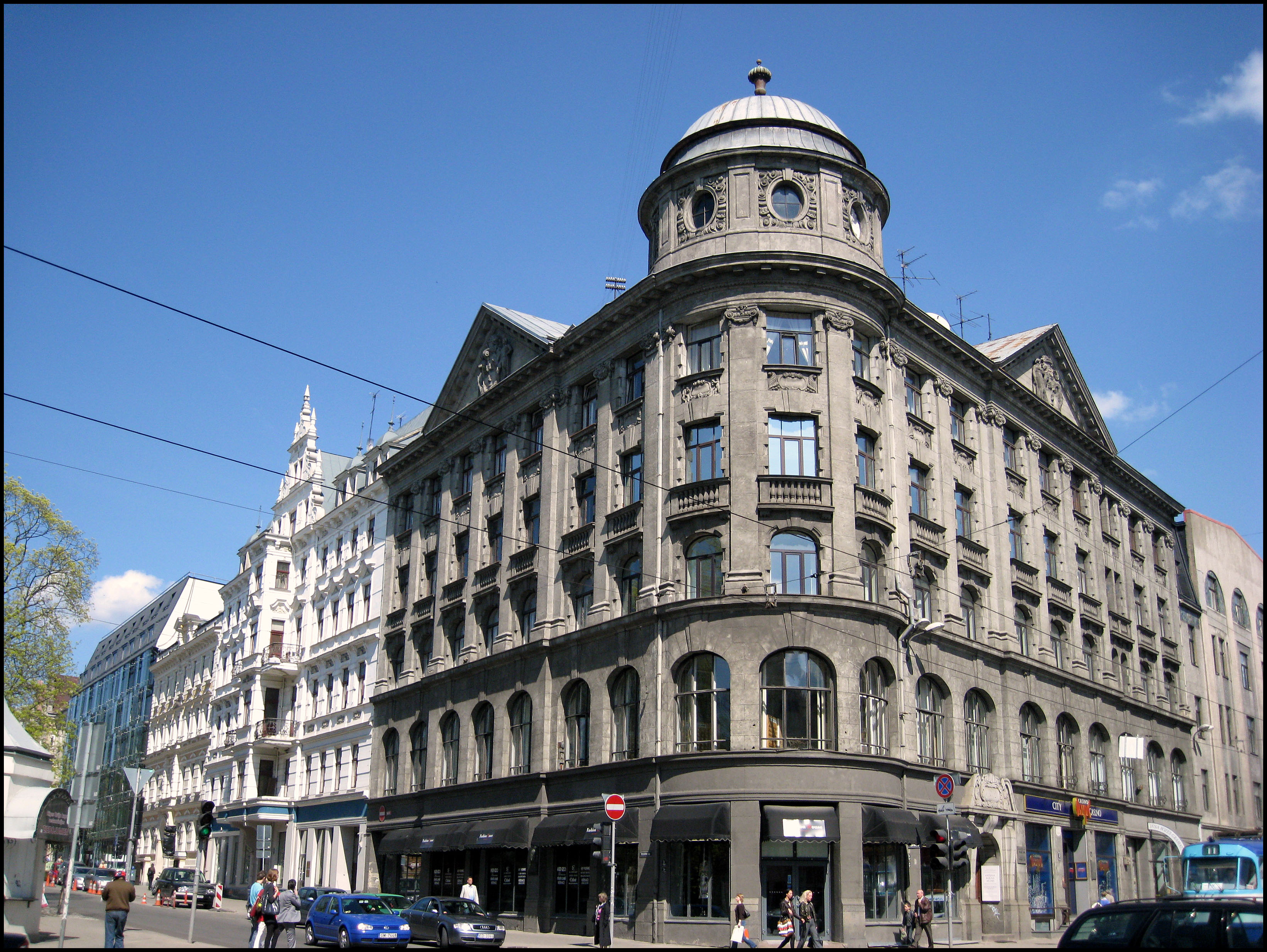
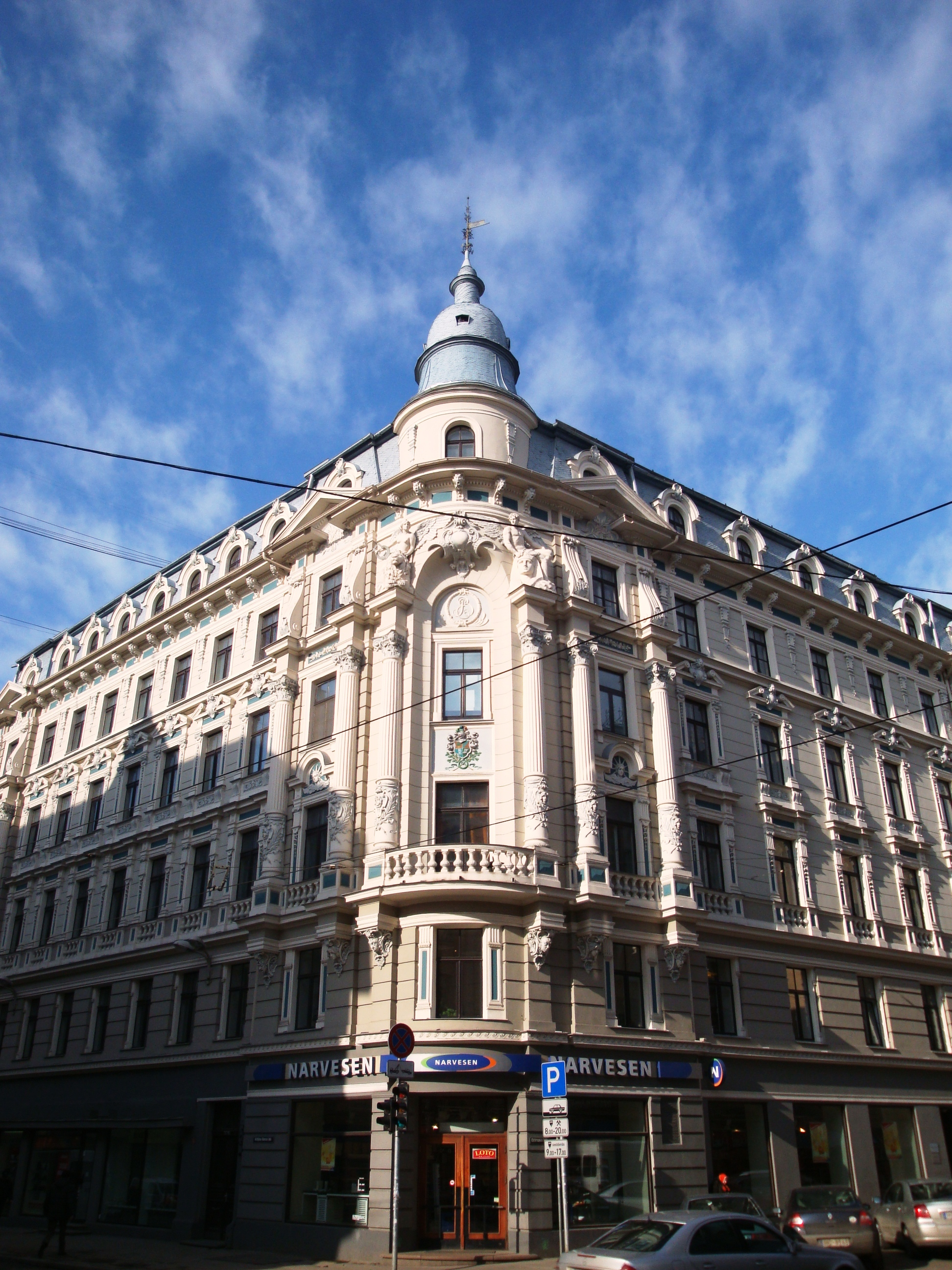

## Transports
- Tramway : 1 11